# Языки на Уоллис и Футуна
На двух полинезийских языках — уоллисском и футуне говорят на Уоллисе и Футуне. Официальным языком Уоллиса и Футуны является французский, поскольку страна является заморской территорией Франции, на котором говорят 82,7 % населения.
От протополинезийского языка произошли коренные языки. С XIX века начались первые контакты с английским языком и церковными текстами на латыни, принесёнными католическими паломниками. Однако до 1961 года Уоллис и Футуна оставались преимущественно одноязычными, защищёнными от внешних влияний. Только после создания заморской территории в 1961 году французы прибыли на архипелаг, установив систему образования, доступной только на французском языке. Затем ситуация развивается в сторону двуязычия уоллисско-французского или футуно-французского и продолжает развиваться сегодня.
Эта история обнаружена в лексиконе благодаря многочисленным заимствованиям из английского, латинского и французского языков.
Вопрос о языках на Уоллисе и Футуне был в высшей степени политическим. Лингвистическая напряженность в образовании отражает борьбу за власть между католической церковью и французской администрацией, которая с 1961 года добилась успеха в использовании французского языка. Кроме того, отношения между разными языками часто неравны (между уоллисским и футуной, между уоллисским и французским).
После массовой эмиграции уоллисцев и футунцев в Новую Каледонию и на материковую часть Франции возникли новые проблемы: проблема передачи и сохранения местных языков, которым в долгосрочной перспективе грозит исчезновение.

## Лингвистическая история

### Дифференциация протополинезийского

Полинезия (хавайки), область, где протополинезийский язык развился до разделения на несколько полинезийских языков, включая уоллисский и футунийский.

Острова Уоллис и Футуна являются частью Полинезии, областью Океании, заселённой ок. I века до н. э. Вместе с окружающими островами (Тонга, Самоа) Уоллис и Футуна сформировали первоначальное население Полинезии. В этой области развился предок полинезийских языков — протополинезийский язык.
Впоследствии протополинезийский язык разделился на два диалекта: Тонганские языки на юге (Тонга и Ниуэ) и протополинезийский диалект, на котором говорили в Уоллисе, Футуне, Ниуафооу, Ниуатопутапу и Самоа. Постепенно протополинезийский язык также дифференцировался, и на этих разных островах появились его собственные языки:
- Уоллисский (Уоллис);
- Футуна (Футуна);
- Самоанский (Самоа);
- Ниуатопутапу (Ниуатопутапу);[Прим. 1]
- Ниуафооу (Ниуафооу).[Прим. 2]

Все эти полинезийские языки очень схожи между собой; кроме того, между различными архипелагами были часты контакты.

### Влияние соседних языков

#### Самоа
Из-за множества путешествий между островами и между архипелагами Тонга, Самоа, Уоллис и Футуна, эти полинезийские языки обменялись множеством слов. В частности, самоанские заимствования можно найти в уоллисских и футунийских языках. Свенья Фёлькель (2010), таким образом, предполагает, что некоторые термины языка, встречающиеся в Самоа, Футуне, Уоллисе и Тонге, происходят из Самоа.

#### Тонга
В XV и XVI веках тонганские оккупанты вносили новые слова в местные языки. Затем уоллисский язык подвергается глубокой трансформации, интегрируя многие элементы тонганского языка. Уоллисский язык особенно заимствует тонанский акцент. Даже сегодня определить место уоллисского языка в классификации полинезийских языков сложно, настолько важен тонганский субстрат.
Футуна, напротив, сумела противостоять тонганцам, что объясняет, почему футунийцы сохранили большое количество черт протополинезийского. Клэр Мойз-Фори, таким образом, отмечает, что «футунийский кажется наиболее консервативным полинезийским языком, сохранив нетронутыми все согласные звуки протополинезийского».
|        | Соответствие фонем между полинезийскими языками |                 |                 |         |        |                 |                     |
| Фонема | Протополинезийский язык                         | Тонганский язык | Самоанский язык | Токелау | Футуна | Уоллисский язык | Французский язык    |
| /ŋ/    | *taŋata                                         | tangata         | tagata          | tagata  | tagata | tagata          | homme               |
| /s/    | *sina                                           | hina            | sina            | hina    | sina   | hina            | gris de cheveux     |
| /ti/   | *tiale                                          | siale           | tiale           | tiale   | tiale  | siale           | gardenia tahitensis |
| /k/    | *waka                                           | vaka            | va’a            | vaka    | vaka   | vaka            | canoë               |
| /f/    | *fafine                                         | fefine          | fafine          | fafine  | fafine | fafine          | femme               |
| /ʔ/    | *matuqa                                         | motu’a          | matua           | maatua  | matu’a | matu’a          | parent              |
| /r/    | *rua                                            | ua              | lua             | lua     | lua    | lua             | deux                |
| /l/    | *tolu                                           | tolu            | tolu            | tolu    | tolu   | tolu            | trois               |
| /p/    | *puaka                                          | puaka           | pua’a           | puaka   | puaka  | puaka           | cochon              |

#### Фиджи
Некоторые заимствования из фиджийского языка присутствуют в уоллисском языке (kulo «горшок», vesa «вид подвязки»); их гораздо больше в Футуне из-за географической близости Футуны к островам Фиджи. Это свидетельствует о межостровных обменах, которые имели место в регионах. Однако языковые контакты с Тонгой и Самоа были гораздо более частыми из-за торговых связей.

### Появление европейских языков в регионе
Историю языковых контактов легко проследить по лексическим заимствованиям, оставившим следы в лексике уоллисского и футунийского языков, что позволяет проследить три основных периода контакта с европейцами: сначала с англичанами, затем католики, привёзшие на острова Латынь, а после прибытие французов с 1961 г.

#### Контакты с голландцами (1616)
Первыми европейцами, вошедшими в регион, были голландцы Виллем Схоутен и Якоб Лемер, которые высадились в Футуне, Ниуатопутапу и Ниуафуу в 1616 году. За эту короткую встречу (две недели) голландцы привезли в Европу список слов, которые позволили лингвисту Адриану Реланду показать сходство между футуной, малагасийским, малайским и другими австронезийскими языками в 1706 году. После этой встречи местные полинезийские языки (включая футуну) заимствовали слово pusa «ящик» из голландского.

### Английский язык
В начале XIX века европейские и австралийские корабли начинают циркулировать в регионе. Эти китобои (в частности, из Новой Англии) останавливаются на Уоллисе (меньше в Футуне, туда труднее добраться). Если была необходимость беседовать с экипажами, то уоллисцы использовали Пиджин. Некоторые моряки покидали западные корабли. Эти «пляжные скиммеры» или любители пляжного отдыха говорили по-английски; они интегрировали в местные языки много слов. Кроме того, американские лодки часто набирают на борт уоллисцев и некоторых лидеров, особенно с юга острова (Муа), которые должны были достаточно владеть английским языком, чтобы быть привилегированными собеседниками иностранных капитанов.
В результате, использование английского языка развивается среди населения Уоллиси, и уоллисианцы заимствует большое количество слов для обозначения европейских предметов и продуктов питания (mape «карта», suka «сахар», ситима «параход», пепа «бумага», мотока «машина» и др.). Эти термины теперь полностью интегрированы в лексикон уоллисцев и футунов.
По словам Карла Ренша, использование этого пиджинского английского языка продолжалось до 1930-х годов: большая часть уоллисской торговли фактически велась с Фиджи и другими соседними англоязычными островами. Эти коммерческие связи были разорваны в 1937 году, когда паразит (oryctes rhinoceros) опустошил плантации копры в Уоллисе. Затем Уоллис и Футуна обратились к франкоговорящим территориям в Тихом океане: Новые Гебриды (Вануату) и Новая Каледония, и использование английского языка резко сократилось.
В 1935 году географ Эдгар Обер Деларю, проезжая через Футуну, указывает, что ни один футунец не говорит по-французски. Однако ему удалось пообщаться с королем Сигава и другими жителями на английском, языке, который они выучили на Фиджи.
Английский язык снова присутствовал на Уоллисе, причем массово, во время Второй мировой войны. С 1942 по 1946 год более 4000 солдат находились на острове, который был преобразован в базу американской армии. Следовательно, новые английские слова были включены в лексикон уоллисцев, такие как aisi «ледяной холодильник». С другой стороны, американцы практически не находились на Футуне, даже если заимствования из английского датируются этим периодом.

#### Появление Латыни
В 1837 году два французских священника высадились на Уоллисе и ещё двое на Футуне. Несмотря на изоляцию, этим священникам помогают на Уоллисе, немногие присутствующие на пляже европейцы, говорящие на местных языках, и протестантский священнослужитель служит их переводчиком. Они приехали евангелиезировать коренное население, священники просят власть о переезде, чтобы выучить местный язык. Поэтому с самого начала знание местных языков было центральным в подходе поломников. Для Карла Ренша «ключом [к] успеху [отца Батайона] было совершенное владение уоллисским языком». Маристы были первыми, кто записал уоллисский и футунийский языки: в 1839 году отец Батайон начал писать словарь и грамматику уоллисского языка; в 1878 году Исидор Грезель опубликовал словарь и грамматику футунианского языка после двадцати лет, проведенных на острове.
Создание протектората Уоллис и Футуна в 1887 году на самом деле не изменило ситуацию, поскольку французская администрация ограничивалась жителями Уоллиса, которые не говорили на местном языке.
Многочисленные заимствования из латыни объединяют местные языки, в частности, в религиозной сфере (ʻēkelesia «церковь», katiko «песня», temonio «демон»), а также календарь: григорианский календарь заменяет традиционный футунийский календарь.

### Языки в образовании

#### Преобразование католического протектората
По прибытии священники берут на себя обучение. Их цель — сформировать местное духовенство, и они преподают на уоллисском языке чтение, математику, а также латынь. Поэтому обучение грамоте местного населения Увеа проводится в первую очередь на их родном языке. Религиозные тексты на уоллисском и футуне печатались с 1843 года.
В 1873 году миссионеры открыли в Лано семинарию, предназначенную для обучения католических священников в Океании. В течение шестидесяти лет семинаристы из Тонги, Самоа, Ниуэ, Футуны и, конечно, с Уоллиса получали обучение исключительно на уоллисском языке.
Французский вообще не преподают, потому что он мало интересует маристов. Вскоре этот вопрос становится камнем преткновения для французской администрации, которая обвиняет духовенство в лишении местного населения французского языка. Первая государственная школа была открыта в 1933 году в Мата-Уту резидентом Брошаром после жестких переговоров. Соглашение, достигнутое между духовенством и властью, предусматривало, что расписание, предназначенное исключительно для изучения французского языка, не мешает работе католических школ. Но через несколько месяцев школа закрывается из-за нехватки учеников. Таким образом, французский язык фактически отсутствовал на островах на протяжении первой половины XX века.

#### С 1961 года заморская территория Франции
В 1961 году Уоллис и Футуна стали заморскими территориями. Это представляет собой фундаментальный поворотный момент в истории этих островов: католическая церковь теряет часть своей власти, а французская администрация значительно усиливается. Церковь теряет монополию на обучение, которое теперь ведется на французском языке. Учителя из континентальной Франции приезжают в регион, чтобы преподавать ту же программу, что и в остальных французских школах, без адаптации, даже если дети не говорят на этом языке.
Это изменение имело глубокие последствия для уоллисского общества. Постепенно молодое поколение становится двуязычным, а старшие говорят только на своем родном языке; свободное владение французским языком становится показателем социального успеха, поскольку позволяет получить работу в государственном управлении.
Хотя политика французского языка не предусматривает исчезновения или запрета уоллисского и футуны, Карл Ренш в 1990 году сказал, что этим языкам в долгосрочной перспективе угрожает постоянно растущий вес французского.

### Сохранение местных языков
В 2019 году Фаниа Тоа поясняет: «В отличие от некоторых регионов Франции, нашим языкам пока ничего не угрожает, но мы сохраняем бдительность». Созданная территориальной ассамблеей в 2015 году и финансируемая государством, Уоллисская и футунинская языковая академия была официально открыта 5 марта 2019 года министром иностранных дел Франции Анник Жирарден. Он включает в себя филиал в Уоллисе и другой в Футуне, предлагает курсы уоллисского и футунианского языков и выполняет работу по лингвистической стандартизации, в частности, в отношении цифровой лексики. Он работает в партнерстве с Академией канакских языков, учитывая большое количество уоллисцев и футунианцев в Новой Каледонии.

## Комментарии
1. ↑  Язык вымер, вытеснен тонганским
2. ↑  Язык находится под угрозой исчезновения
3. ↑  Ниуафооу и уоллисский очень похожи, настолько, что ньюанцы считают свой язык и уоллисский язык «одним и тем же».
4. ↑  Члены команды говорили на голландском, их родном диалекте, а не на стандартном голландском.
5. ↑  Почти законченный в 1840 году словарь был закончен отцом Батайоном только в 1871 году и опубликован в 1932 году отцом О’Рейли, антропологом.